# Bukrus Tahtani
Bukrus Tahtani (arab. بقرص تحتاني) – miejscowość w Syrii, w muhafazie Dajr az-Zaur. W 2004 roku liczyła 7284 mieszkańców.